# Dingboche
Dingboche is een dorpje in de dorpscommissie Khumjung, in het district Solukhumbu in het noordoosten van Nepal. Het inwonersaantal lag in 2011 rond de 200. Het dorpje is een populaire plaats voor trekkers en klimmers omdat het midden in het Nationaal park Sagarmatha ligt en niet ver van de Mount Everest.

Dingboche
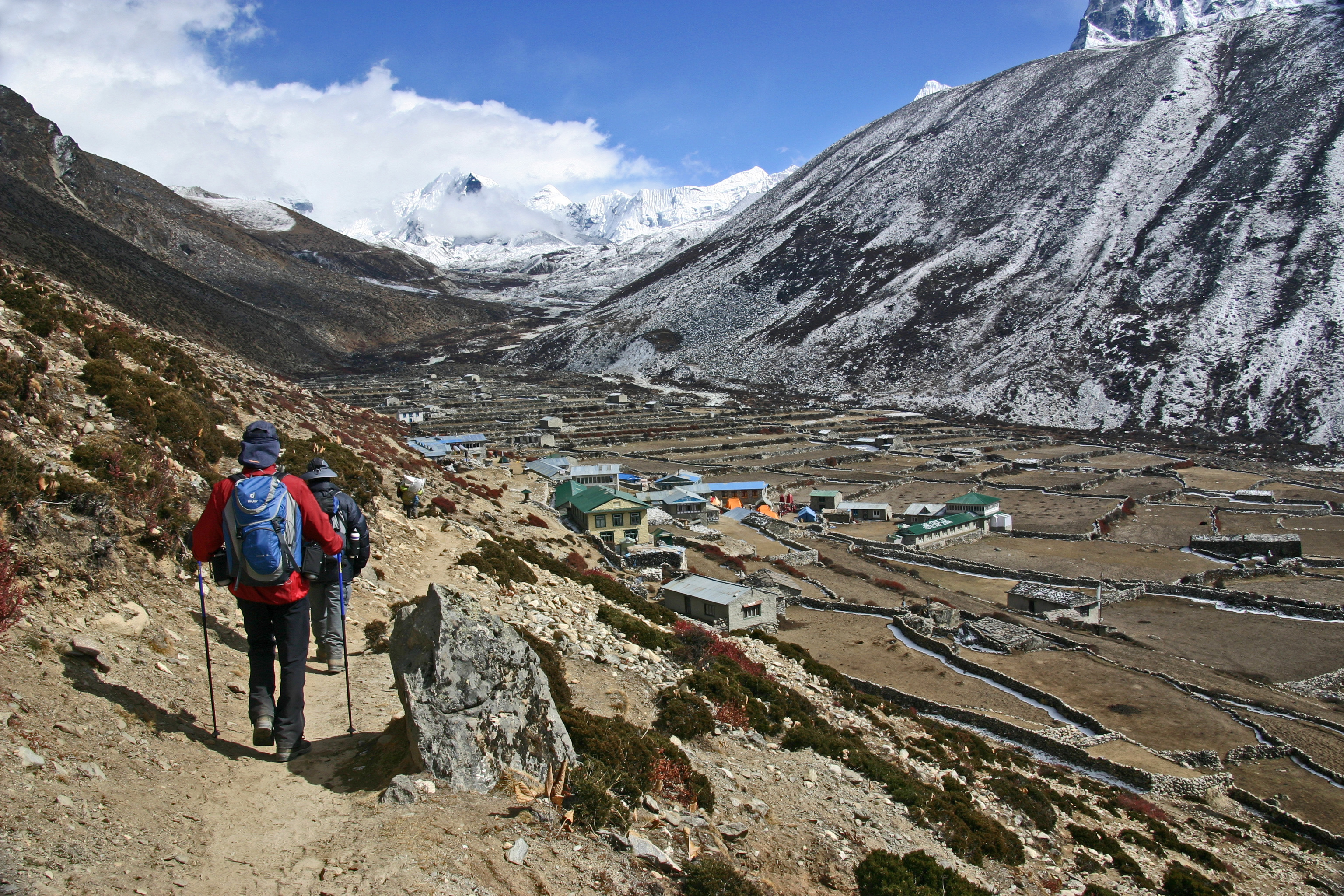
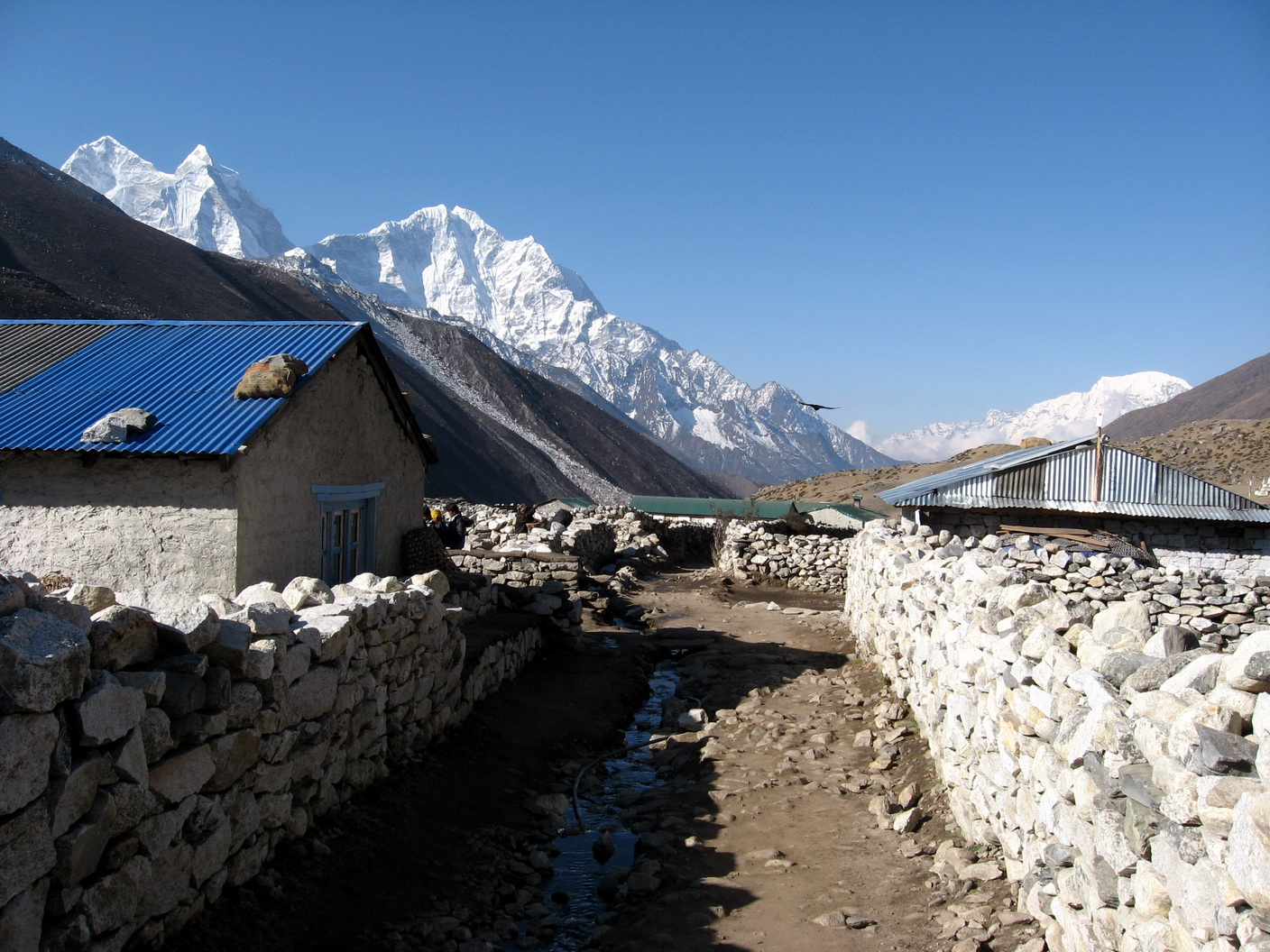
Stenen muren in Dingboche
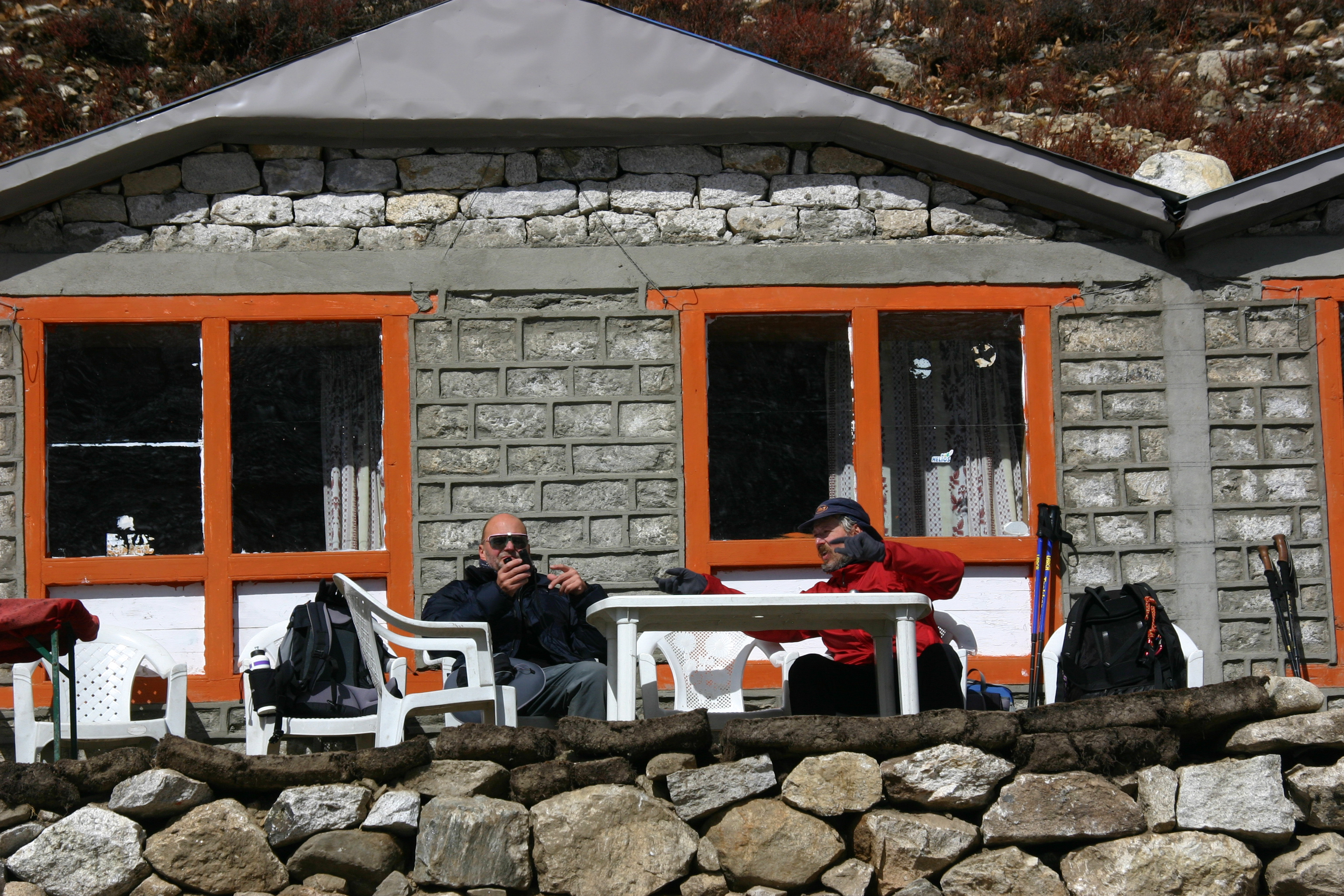
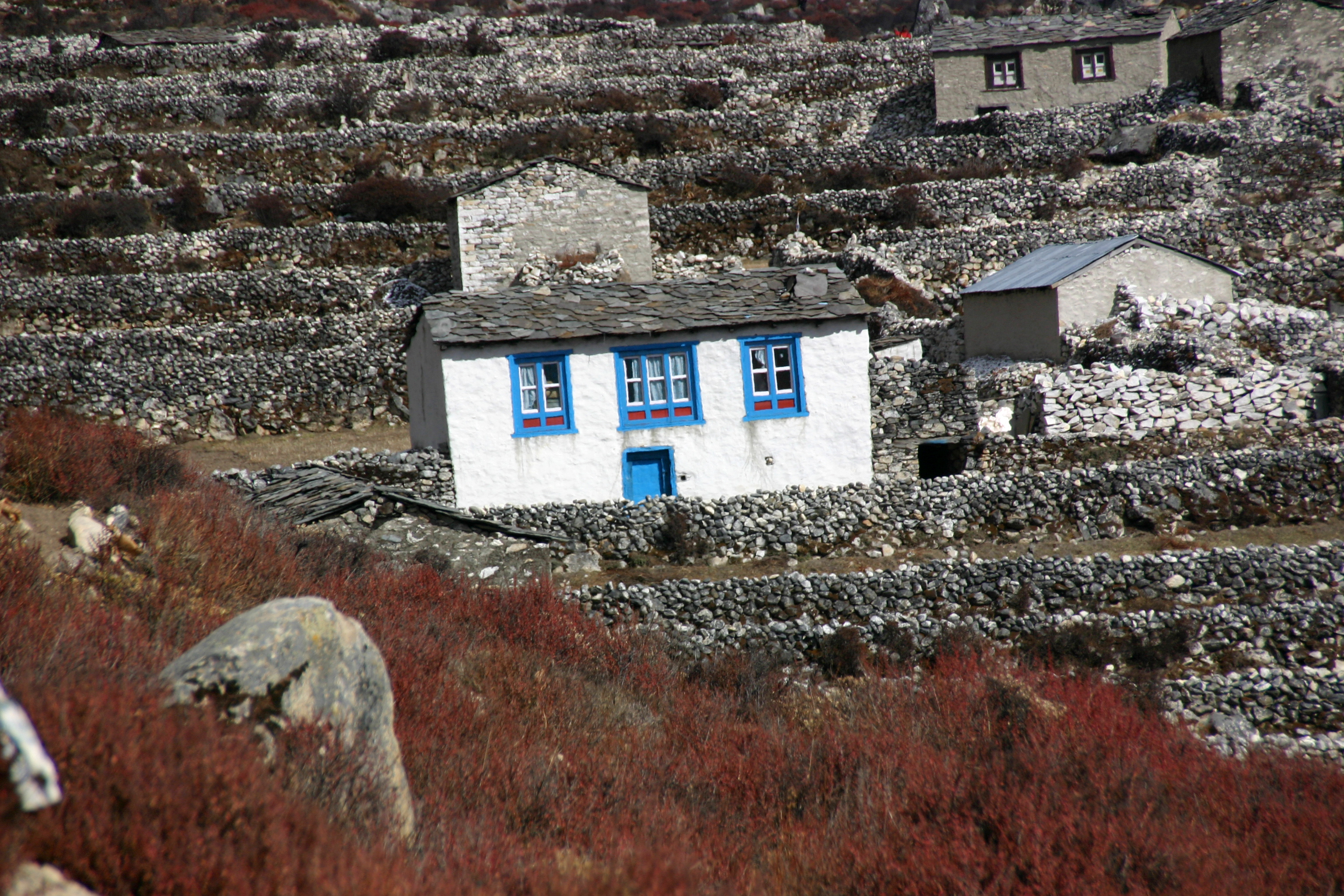
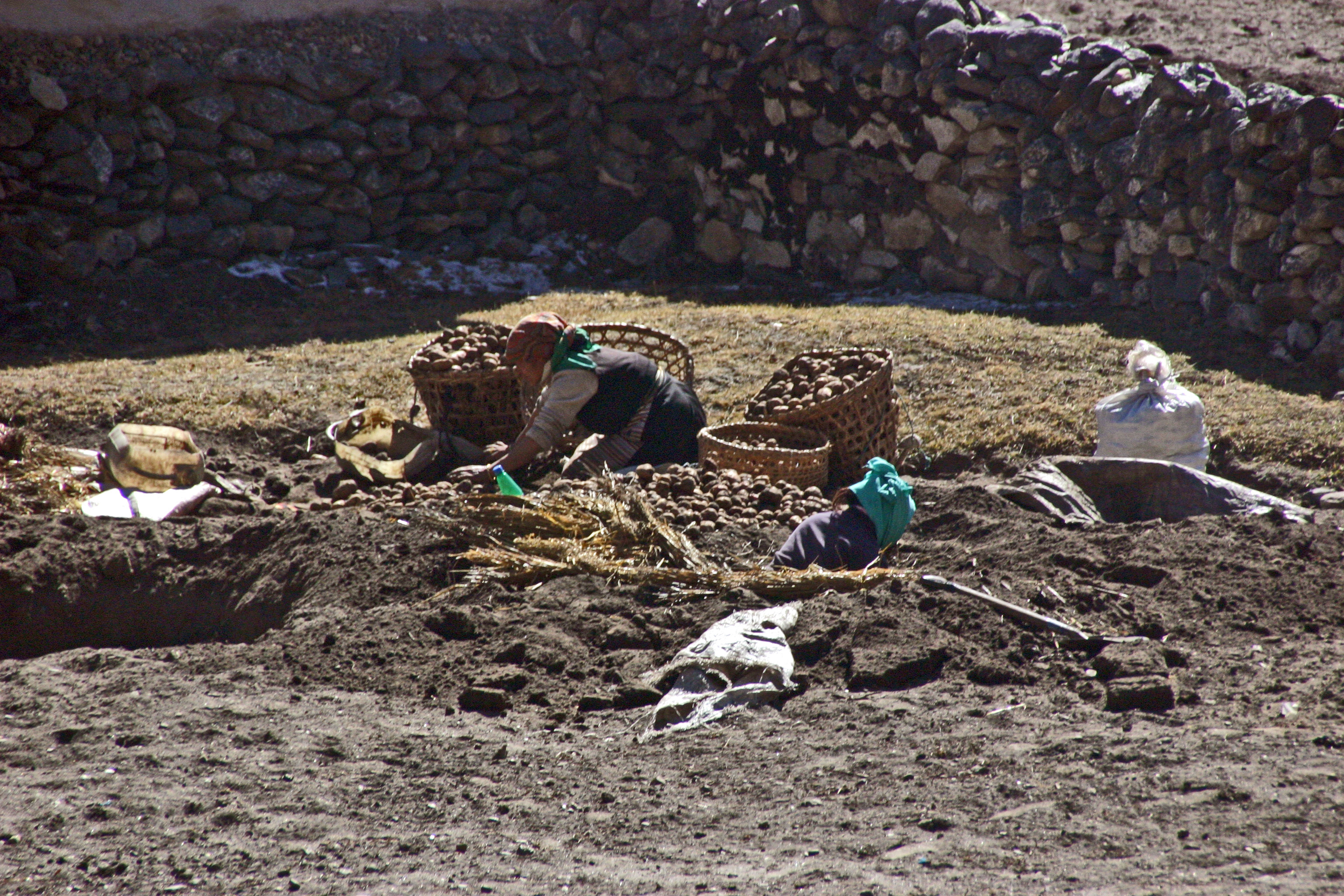
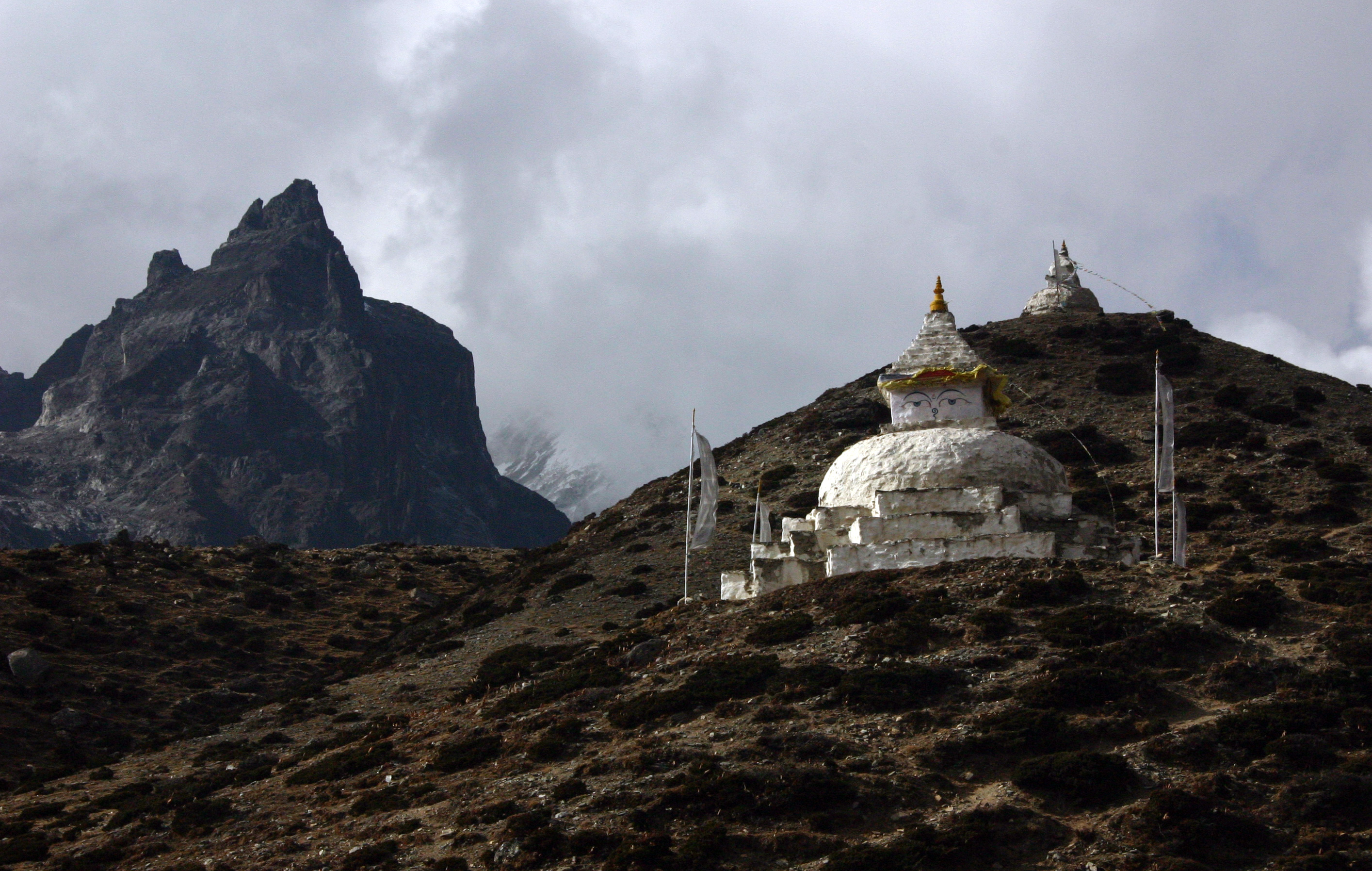